# Rendufe (Amares)

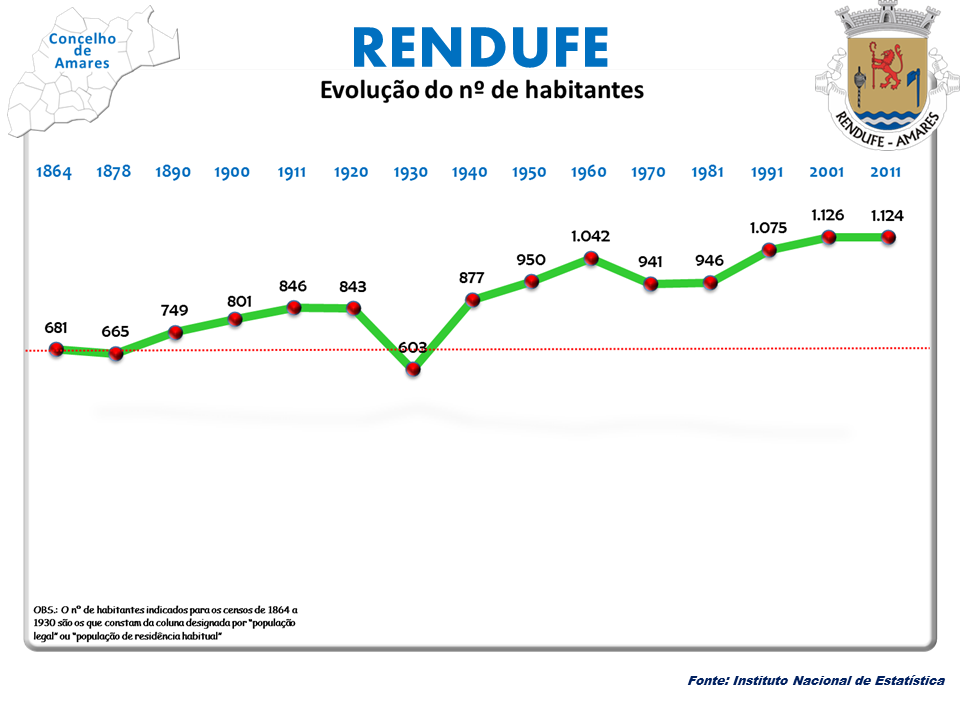
Bevolkingsontwikkeling tussen 1864 en 2011

Rendufe is een plaats (freguesia) in de Portugese gemeente Amares en telt 1 126 inwoners (2001).